# Joseph Cesari
Joseph Césari, surnommé Jo Césari, « Jo le Chimiste » ou encore « Le chimiste aux doigts d'or », né le 2 janvier 1915 et mort le 22 mars 1972 est un célèbre chimiste producteur d'héroïne, membre de la French Connection.

## Biographie
Joseph André Césari naît le 2 janvier 1915 à Bastia et est d'abord employé comme garçon de bord sur des paquebots assurant la liaison entre Marseille et l'Indochine française puis devient ensuite débitant de boissons. Ce serait son demi-frère, Dominique Albertini, ancien préparateur en pharmacie, qui l'initie à la fabrication de l'héroïne. Dominique Albertini, chimiste surdoué, en fuite depuis 1963, a fait ses classes dans le laboratoire clandestin de Bandol, installé par Paul Carbone dans les années 1930.
Césari se fait rapidement remarquer par ses qualités professionnelles de chimiste et sa discrétion nécessaires à son activité. Il devient le chimiste le plus célèbre de la French Connection. Il est notamment surnommé « Monsieur 98 % » en référence aux quantités d'héroïne qu'il parvient à synthétiser après plusieurs étapes de transformation et de purification dont il a le secret. Il parvient à produire avec un kilogramme de morphine-base, généralement en provenance de Turquie, 980 grammes d'héroïne no 4 sous forme de fine poudre blanche d'une pureté exceptionnelle de 98 %, là où ses concurrents chimistes ne dépassent pas un rendement de 60 à 70 % d'héroïne pour un kilogramme de morphine-base.
S'enrichissant ostensiblement et menant un grand train de vie, il achète à son nom une superbe demeure près de Rians, composée de deux maisons de maître, une ferme, une bergerie ainsi que des écuries, sur un terrain de 420 hectares dans le département du Var.

### Première arrestation en 1964
Césari est arrêté le 7 octobre 1964 avec cinq complices, Albert Véran, son épouse Anna Palladino, Roger Caluzzi, Jean Gallorini et Roger Chaves, en possession de 60 kg de morphine-base et 80 kg d'héroïne. De manière à ne pas se faire repérer par les truands, les policiers se sont déguisés en chasseurs et ont simulé un accident de chasse. « Jo le chimiste » est condamné à 7 ans de prison ferme, quatre millions de francs d'amende et 300 000 francs de dommages et intérêts. En décembre 1971, après sept ans de détention, il est libéré. Son demi-frère, Dominique Albertini est décédé le 22 février 1970 durant la détention de Césari.

### Reprise des activités criminelles et seconde arrestation en 1972
Le 16 mars 1972, Césari est de nouveau arrêté pour un motif identique. Comme la législation pénale visant les trafiquants de drogue s'est considérablement durcie et qu'il est en situation de récidive, il encourt vingt années de réclusion et, compte tenu de son âge, risque de mourir sans avoir retrouvé la liberté. Tous ses biens sont au nom de son épouse qui est aussi arrêtée.

### Suicide en prison
Le 22 mars 1972, Joseph Césari est trouvé pendu dans sa cellule de la prison des Baumettes au moyen d'une corde fabriquée avec des draps et est déclaré mort à l'âge de 57 ans.
Avec sa mort, son héroïne d'une pureté exceptionnelle disparaît du marché.